# Expo 2015 (azienda)
Expo 2015 S.p.A. è stata un'azienda italiana di totale proprietà pubblica incaricata della realizzazione, organizzazione e gestione dell'Esposizione Universale di Milano nel 2015. La società è stata posta in liquidazione con DPCM del 6 febbraio 2016. Sul sito internet compare il messaggio che segnala che dal 31 dicembre 2021 "la Società Expo 2015 Spa in liquidazione ha cessato le proprie attività; pertanto, il presente sito internet risulta chiuso".

## Storia
Expo 2015 S.p.A. nacque con atto notarile il 1º dicembre 2008 a Milano, in attuazione del DPCM 22 ottobre 2008 (cosiddetto decreto Expo del Governo Berlusconi IV), che prevedeva la creazione di una società per la gestione dell'evento.

## Attività
Come definito dal DPCM 22/10/2008, la società:
- organizza e gestisce l'evento stesso
- redige il piano finanziario dettagliato delle opere essenziali
- è direttamente assegnataria dei finanziamenti pubblici degli enti finanziatori
- stipula i contratti relativi alla gestione operativa dell'evento e ne acquisisce i proventi, nel rispetto del dossier di candidatura e successive modificazioni
- può avvalersi degli uffici tecnici e amministrativi degli enti pubblici interessati e può disporre di personale comandato dagli stessi
- redige un piano finanziario dettagliato delle opere essenziali
- redige alla chiusura dell'evento un rendiconto finanziario generale, sottoposto all'approvazione del Ministero dell'economia e delle finanze

## Arexpo
Il 1º giugno 2011 nasce la società Arexpo, con lo scopo di acquisire le aree del sito espositivo di Expo 2015, metterle a disposizione dell'azienda per l'organizzazione dell'Esposizione universale e gestire lo sviluppo urbanistico dell'area, con particolare focalizzazione sugli utilizzi post-manifestazione. La società ha lo scopo di curare anche la riqualificazione delle aree al termine dell'esposizione.

## Azionariato
Il capitale sociale di  120.000 euro è suddiviso tra:
- Ministero dell'economia e delle finanze - 40%
- Comune di Milano - 20%
- Regione Lombardia - 20%
- Città metropolitana di Milano - 10%
- Camera di commercio, industria, artigianato e agricoltura di Milano - 10%

## Consiglio d'amministrazione che ha gestito l'evento
Composizione dell'ultimo CDA:
- Diana Bracco, presidente, designata dalla Camera di commercio, industria, artigianato e agricoltura di Milano
- Giuseppe Sala, Amministratore delegato, designato dal Comune di Milano[6]
- Alessandra Dal Verme, designata dal Ministero dell'economia e delle finanze[7][8][9]
- Domenico Aiello, designato dalla Regione Lombardia
- Michele Saponara, designato dalla Provincia di Milano

Prima di Sala è stato amministratore delegato Lucio Stanca che rassegnò le dimissioni sia da AD che da consigliere nel giugno 2010 per divergenze con il Consiglio, in particolare con il presidente Bracco, che a sua volta lo criticava per "non aver concluso nulla".

## Cronologia dei vertici aziendali
Cronologia dei vertici aziendali di Expo 2015 SpA.
| Periodo                                | Carica e nome | Note   |
| -------------------------------------- | --- | ------ |
| dal 2016 (Collegio dei liquidatori)    | - Presidente: Alberto Grando - Liquidatori: Elena Vasco, Maria Martoccia, Domenico Aiello, Michele Saponara                                     | [ 12 ] |
| dal 2015 al 2016 (mandato 2015 - 2017) | - Presidente: Diana Bracco - Amministratore delegato: Giuseppe Sala                                                                             | [ 13 ] |
| 2012 - 2014                            | - Presidente: Diana Bracco - Amministratore delegato: Giuseppe Sala                                                                             | [ 14 ] |
| 2009 - 2011                            | - Presidente: Diana Bracco - Amministratore delegato: Giuseppe Sala (da giugno 2010) - Amministratore delegato: Lucio Stanca (2009-giugno 2010) | [ 15 ] |